# Castianeira alba
Castianeira alba är en spindelart som beskrevs av Reiskind 1969. Castianeira alba ingår i släktet Castianeira och familjen flinkspindlar. Inga underarter finns listade.